# 塞克盧迪德岩
塞克盧迪德岩（英語：Secluded Rocks）是南極洲的岩石，位於肯普地，處於肯普峰西南面11公里的穆萊布林冰川和科斯格羅夫冰川之間，現時由南極條約體系管理。